# Himantura walga
Himantura walga е вид акула от семейство Dasyatidae. Видът е почти застрашен от изчезване.

## Разпространение и местообитание
Разпространен е във Виетнам, Индонезия (Суматра и Ява), Камбоджа, Малайзия (Западна Малайзия, Сабах и Саравак), Сингапур, Тайланд и Филипини.
Обитава крайбрежията и пясъчните дъна на океани, морета и заливи.

## Описание
Популацията на вида е намаляваща.